# TJ Perenara
Thomas Tekanapu Rawakata Perenara (23 januari 1992) is een Nieuw-Zeelands rugbyspeler die speelt voor het nationale rugbyteam (All Blacks) en de Hurricanes uit Wellington. Hij speelt doorgaans als halfback. Hij is plaatsvervangend aanvoerder bij de Hurricanes. Hij was het belangrijke lid van de Nieuw-Zeeland U20-selectie op het Wereldkampioenschap Rugby van 2011 en het nationale team op het WK van 2015. In 2016 is hij gekozen als haka-leider na het vertrek van Keven Mealamu (haka is de traditionele oorlogsdans die voorafgaand aan elke wedstrijd wordt uitgevoerd). Hij kreeg deze rol omdat hij Maorisch is.